# Blairich (rivière)
La rivière Blairich  (anglais : Blairich River) est un cours d’eau situé dans la Région de Marlborough dans l’Île du Sud de la Nouvelle-Zélande et un affluent du fleuve Awatere.